# トリスタンとイゾルデ (楽劇)
『トリスタンとイゾルデ』（Tristan und Isolde）は、リヒャルト・ワーグナーが作曲した楽劇。台本も作曲者自身による。
全3幕からなり、1857年から1859年にかけて作曲された。一般に「楽劇 (Musik Drama)」と呼ばれているが、ワーグナー自身は総譜及びピアノ譜に単に「3幕の劇進行 (Handlung)」としている。1865年6月10日、ミュンヘンのバイエルン宮廷歌劇場において、ハンス・フォン・ビューローの指揮で初演された。演奏時間は約3時間55分（第1幕80分、第2幕80分、第3幕75分）。
物語は、ケルトに起源を持つと考えられている古代トリスタン伝説（トリスタンとイゾルデを参照）によっており、直接的にはゴットフリート・フォン・シュトラースブルク（1170年頃  - 1210年）の叙事詩を土台として用いている。
ワーグナー自身が「あらゆる夢の中で最も麗しい夢への記念碑」（下記#作曲の経緯参照）と述べているように、この作品は愛の究極的な賛美であるとともに、その一方で、感情的な体験を超えて形而上的な救済を見いだそうとするものともなっている。作品全体に浸透した不協和音の解放によって『トリスタンとイゾルデ』は、ヨーロッパ音楽史上の里程標と見なされている。また、この作品の極限的な感情表現は、あらゆる分野にわたって何世代もの芸術家に圧倒的な影響を及ぼすものとなった。
第1幕への前奏曲と第3幕終結部（イゾルデの「愛の死」）は、ワーグナーが全曲の初演に先立って演奏会形式で発表したことにちなみ、現在でも独立して演奏会で演奏される。

## 作曲の経緯

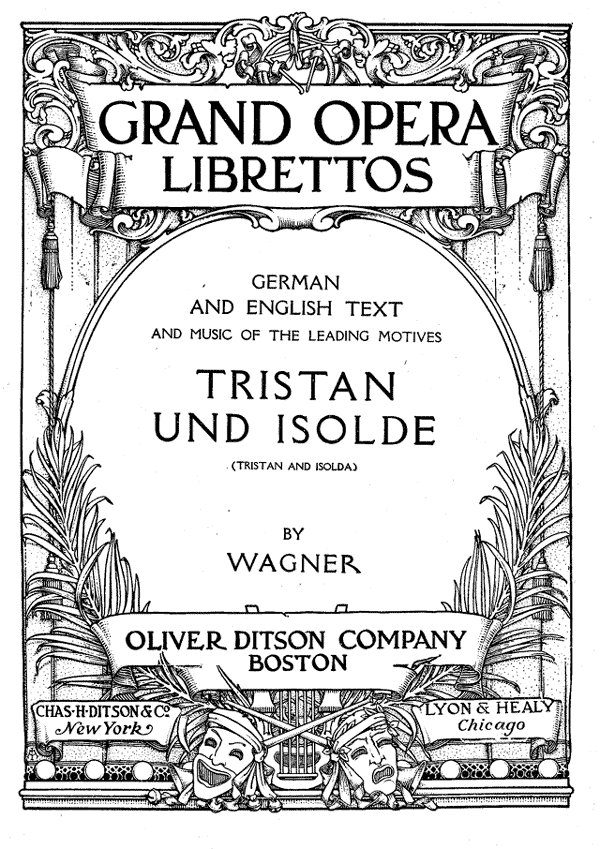
ワーグナー『トリスタンとイゾルデ』リブレットの表紙

### 着想
1849年のドレスデン蜂起に失敗したワーグナーは、政治犯として指名手配され、スイスに逃れた。そこでワーグナーのパトロンとなったのがオットー・ヴェーゼンドンク（1815年 - 1896年）である。ヴェーゼンドンクはチューリッヒ近郊の自宅に隣接する家をワーグナーに提供し、1857年からワーグナーは妻ミンナとここに住んだ。
ワーグナーの自伝『わが生涯』によると、彼がトリスタン伝説に基づくオペラ作品を着想したのは1854年の秋である。1854年12月16日付フランツ・リストに宛てた手紙に、ワーグナーは次のように書いた。
「自分はこれまでに一度も愛の幸福を味わったことがないので、あらゆる夢の中でも最も美しいこの主題のために一つの記念碑を打ち立て、そこで愛の耽溺のきわみを表現したいと思ったのです。こうして『トリスタンとイゾルデ』の構想を得ました。」
残っているスケッチで最も古いものには1856年12月19日の日付があり、この時点でワーグナーは『ニーベルングの指環』四部作のうち、『ジークフリート』第1幕の作曲中であった。ひきつづいてワーグナーは『ジークフリート』第2幕にとりかかったが、そのオーケストラ・スケッチに「トリスタン決定ずみ」とメモ書きしており、翌1857年8月に作曲を中断する。中断の理由は、一連の大作の上演のメドが立たず、もっと一般受けのする「小ぶりの作品」を書く必要があると考えたことによる（ジークフリート (楽劇)#中断の事情も参照のこと）。

### 作曲、マティルデ・ヴェーゼンドンクとの恋愛

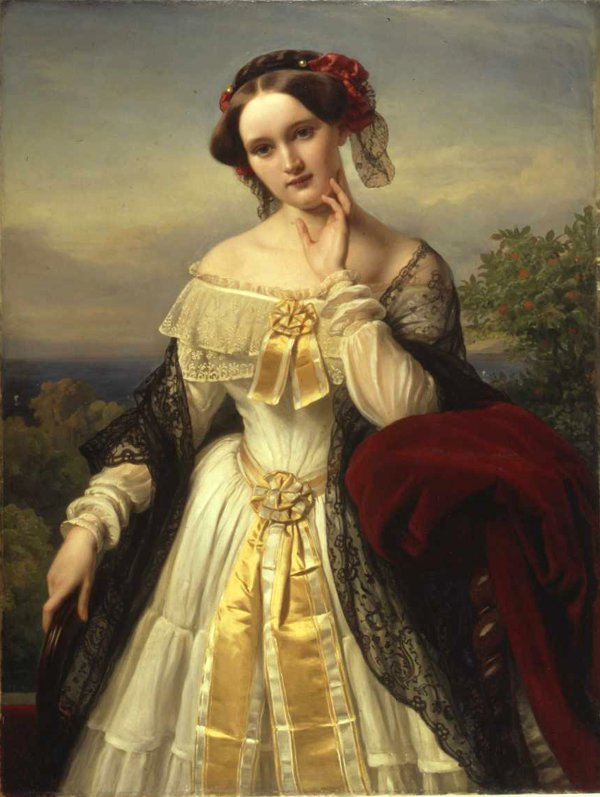
マティルデ・ヴェーゼンドンク（カール・フェルディナンド（子）画 1850年）

また、このころからワーグナーとヴェーゼンドンクの妻マティルデ（1828年-1902年）との恋愛関係が始まり、『トリスタンとイゾルデ』は二人の関係を理想化する内容ともなっていった。同時期に書かれた『ヴェーゼンドンク歌曲集』はマティルデ・ヴェーゼンドンクの詩によるもので、5曲のうち「夢」と「温室にて」には「トリスタンへの習作」と副題が付けられ、それぞれ「愛の二重唱」（第2幕）、第3幕への前奏曲の旋律に転用された。
『ジークフリート』の中断以降、ワーグナーは1857年8月20日に『トリスタンとイゾルデ』の散文による筋書きに取りかかり、韻文による台本完成は1857年9月18日である。この台本はマティルデに捧げられた。作曲は10月1日から取りかかり、第1幕が1858年4月3日チューリヒで、第2幕が1859年3月18日ヴェネツィアで、第3幕が1859年8月6日にルツェルンでそれぞれ完成した。
1858年1月13日に第1幕のオーケストラ・スケッチを終えたワーグナーは、スケッチの末尾に「このような作曲は、いまだかつてなかった」と書いている。翌1859年、第2幕の完成後にはマティルデ・ヴェーゼンドンクに宛てた手紙で「私の芸術の最高峰」と述べ（#「移行の技法」を参照）、同年の全曲完成後には、「リヒャルト、お前は悪魔の申し子だ！」と叫んだという。後にこの作品を初演することになるハンス・フォン・ビューローは、「音楽新報」編集長のフランツ・ブレンデルに宛てた書簡（1859年）で次のように述べた。
「私はあなたに、このオペラがこれまでの音楽全般の頂点に位置しているということを断言いたします。」
なお、第2幕以降がチューリヒで作曲されなかったのは、第1幕完成直後にワーグナーとマティルデの関係が発覚したことによる。1858年4月7日、ワーグナーの妻ミンナは、ワーグナーがマティルデに宛てた秘密の手紙を手に入れた。オットー・ヴェーゼンドンクはこれを静観し、マティルデもまた自分の家庭を破壊することは望まなかったことから、ワーグナー夫妻がチューリヒを出ていくことになったのである。8月にワーグナーはヴェネツィアに移り、ミンナはひとりドレスデンに去った。ワーグナーのヴェネツィア滞在は1859年3月28日までであり、滞在費用はひきつづきオットー・ヴェーゼンドンクが負担していた。

## 初演

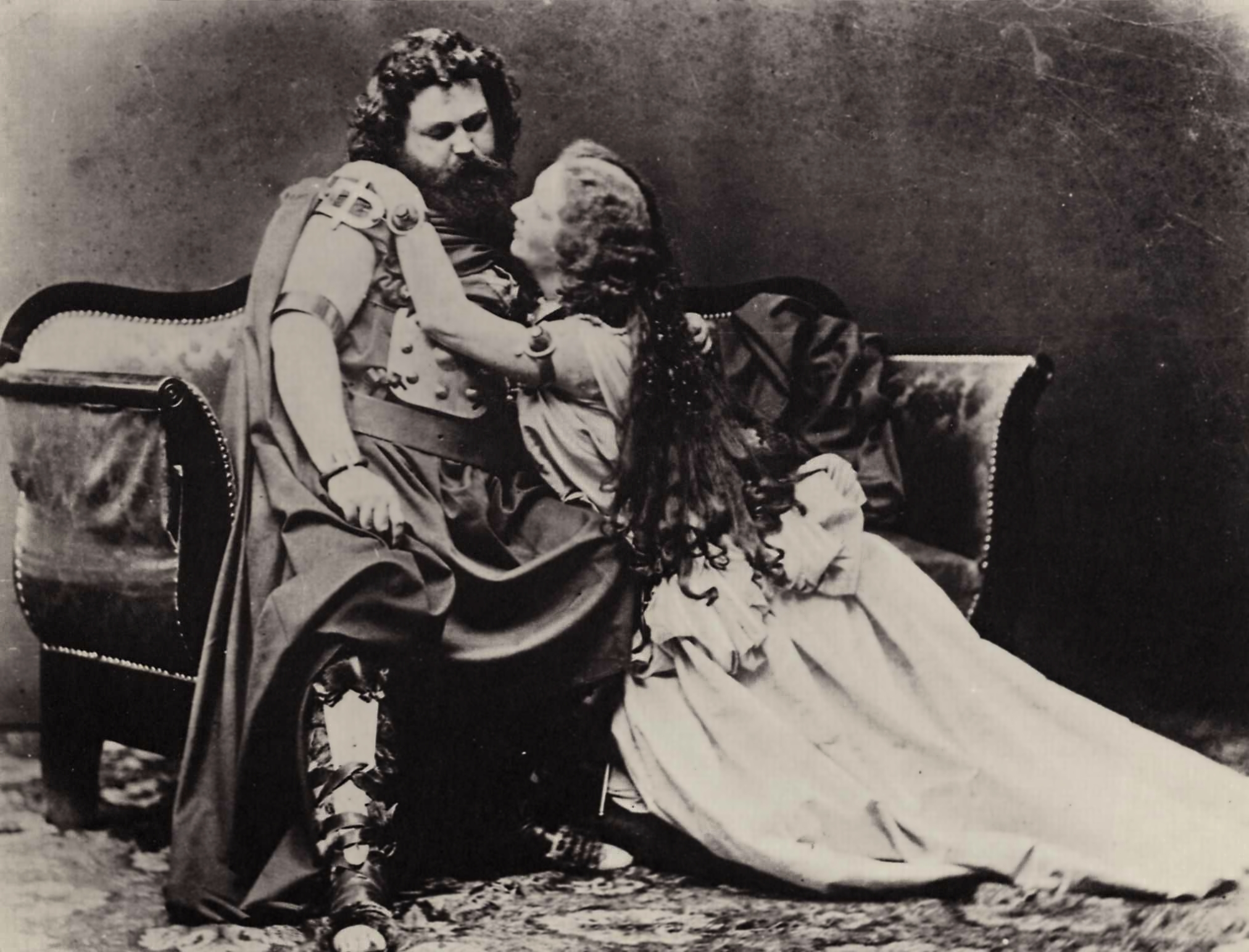
ルートヴィヒ・シュノル・フォン・カロルスフェルト（トリスタン）とマルヴィーネ・シュノル・フォン・カロルスフェルト（イゾルデ）。1865年のミュンヘン初演時。

1865年6月10日、ミュンヘン、バイエルン宮廷歌劇場。

### 初演者
- ハンス・フォン・ビューロー（指揮）
- マルヴィーネ・シュノル・フォン・カロルスフェルト（イゾルデ）
- ルートヴィヒ・シュノル・フォン・カロルスフェルト（トリスタン）[10]
- アンナ・ダイネット（ブランゲーネ）
- ルートヴィヒ・ツォットマイヤー（マルケ王）
- アントン・ミッターヴェルツァー（クルヴェナール）

### 初演の経緯
「作曲の経緯」で述べたように、「小ぶりの作品」のつもりが結果的に到底手軽に演じられるものではなくなったため、『トリスタンとイゾルデ』の上演機会はなかなか訪れなかった。1860年、ワーグナーは『タンホイザー』のパリ初演のためにフランスに滞在し、このとき『トリスタンとイゾルデ』上演の感触を探ろうとして、パリの演奏会で第1幕への前奏曲を取り上げた。しかし、この計画は失敗する。例えば、エクトル・ベルリオーズは前奏曲について、次のように述べた。「この作曲家がこれで何をしようとしていたのか、いまだにほんの少しでさえもわからないということを、私は告白せねばなりません」。ちなみに、同年初夏にはワーグナー信奉者であったヨーゼフ・シュトラウスもウィーンで『トリスタンとイゾルデ』の一部を演奏している。
翌1861年、ワーグナーはバーデン大公国のフリードリヒ1世に謁見して上演の可能性を打診した。バーデン公国の首都カールスルーエの劇場は、ワーグナーのドレスデン時代から旧知の間柄であるエドゥアルト・ドゥヴリアン（俳優・演出家。デフリーントとも）が支配人をしていたからである。しかし、カールスルーエには主役を演じる歌手がおらず、ワーグナーは歌手を探すためにウィーンに向かう。
ウィーンでは歌手は見つかったものの、ウィーン以外に歌手を出すことを劇場が渋ったため、今度はウィーンでの上演をめざすこととなり、ワーグナーはいったんウィーンに居を構えた。ところが、その後もトリスタン役の歌手が自信喪失したり、イゾルデ役に人間関係のトラブルが発生、ワーグナー自身も持ち前の浪費癖から借金を重ねてウィーンにいられなくなり、計77回ものリハーサルを重ねながら、上演は無期延期となってしまう。
しかし、1864年5月、バイエルン王国のルートヴィヒ2世との出会いによって、ワーグナーに援助の手が差し伸べられ、ミュンヘンでの上演計画が前進する。なお、このときも当初は1865年5月15日を初演予定日としながら、イゾルデ役のマルヴィーネの声が出なくなったために延期となり、一ヶ月後の6月10日にようやく初演が実現した。全曲完成から6年後のことである。
ミュンヘン初演では3回の上演が行われ、評判は上々だった。ただし、バイエルン王がワーグナーに莫大な資金を提供したことを快く思わない地元の新聞は酷評した。また、初演を指揮したハンス・フォン・ビューローの妻でフランツ・リストの娘コジマはワーグナーとこのころすでに実質的に夫婦の関係となっており、初演に先立つ4月には、ワーグナーとコジマの最初の子供、イゾルデが生まれていた。
のちにワーグナーの名声が高まるとともに、『トリスタンとイゾルデ』の評判も各地に伝わり、1876年にベルリン、1882年ロンドン、1883年ウィーン、1886年ニューヨークと世界の主要都市で上演され、いずれも大成功を収めた。バイロイト音楽祭において『トリスタンとイゾルデ』が初めて上演されたのは1886年、ワーグナーが没して3年後のことである。
日本初演は1963年10月で、日生劇場のこけら落としに招聘されたベルリン・ドイツ・オペラによる。指揮はロリン・マゼール、演出と装置はヴィーラント・ワーグナー。

## 編成

### 登場人物
- トリスタン（Tristan） （テノール）　　コーンウォールの騎士。マルケ王の甥。
- マルケ王（Marke） （バス）　　コーンウォールの王。
- イゾルデ（Isolde） （ソプラノ）　　アイルランドの王女。
- クルヴェナール（Kurwenal） （バリトン）　　トリスタンの従僕。
- メーロト（Melot） （テノール）　　マルケ王の家臣。
- ブランゲーネ（Brangäne） （メゾソプラノ）　　イゾルデの侍女。
- 牧人 （テノール）
- 舵手 （バリトン）
- 若い水夫 （テノール）
- 船員たち
- 騎士たち
- 小姓たち
- イゾルデの侍女たち

### 楽器編成
- フルート3（第3奏者はピッコロ持ち替え）、オーボエ2、コーラングレ、クラリネット2、バスクラリネット、ファゴット3
- ホルン4、トランペット3、トロンボーン3、チューバ
- ティンパニ、シンバル、トライアングル、ハープ
- 弦5部[17]
- 舞台上にトランペット3、トロンボーン3、コーラングレ、舞台裏にホルン6

この楽器編成には、ワーグナーが作曲を思い立ったときの状況―1857年に『ニーベルングの指環』を中断し、上演しやすい「小ぶりな作品」を書こうとした―が現れている。『ニーベルングの指環』と異なり、木管は『ローエングリン』同様の3管編成に縮小され、弦楽の人数も指定していない。しかし、金管のピアニッシモの響きは後の『パルジファル』の先触れともいえるもので、低弦ことにヴィオラの効果的用法、ハープやトライアングル、シンバルといった楽器の扱いなど、「手段の節約」による「表現の深化」が図られた。
第3幕の船の到着を告げる牧人の笛の音は舞台上のコーラングレで表されるが、スコアの注釈によるとスイスのアルペンホルンのような木製の楽器を使うことが望ましいとされていた。本物のアルペンホルンを使うのは現実的ではないので、この箇所だけのためにトリスタン・シャルマイというダブルリード楽器、あるいはホルツトランペット (Holztrompete) という1本ピストンの木製トランペットが作成された。しかし珍しすぎる楽器のため、通常はコーラングレで演奏される。

## 構成
全3幕からなり、第1幕は5場、第2幕は3場、第3幕は3場で構成される。各幕にはそれぞれ前奏曲がある。各場は管弦楽の間奏によって切れ目なく演奏される。

### 第1幕　「アイルランドからコーンウォールに渡るトリスタンの船の甲板」
前奏曲
作品全体の核となる動機が呈示される。詳細は#音楽の節参照。
第1場
アイルランドからコーンウォールへと向かう船上。アイルランドの王女イゾルデは、コーンウォールのマルケ王に嫁ぐために乗船しており、マルケ王の甥トリスタンが船の舵を取っている。水夫の歌が聞こえ、歌詞に「アイルランドの娘」と出てきたことに、自分への侮辱を感じたイゾルデは身を起こす。侍女ブランゲーネがイゾルデの不機嫌を察してなだめようとする。イゾルデは、息が詰まりそうなので天幕を開けるよう命じる。音楽は、船が大海原を進んでいることを示す「海（航海）の動機」を繰り返す。
第2場
天幕が開き、水夫の歌が再び聞こえる。イゾルデは舵を取っているトリスタンの姿を見て、「私のために選ばれながら、私からは失われたあの人」と歌う。イゾルデはブランゲーネを使いに出し、トリスタンに挨拶に来させようとする。
ブランゲーネから請われたトリスタンは、イゾルデの名を聞いてたじろぎ、職務を口実に持ち場を離れることを断る。トリスタンの従者クルヴェナールが「モーロルトの歌」で主人を称賛し、船乗りたちがこれを繰り返す。イゾルデの婚約者だったモーロルトをトリスタンが討ったことを歌にされ、イゾルデは怒りを募らせる。
第3場
戻ってきたブランゲーネに、イゾルデは「タントリスの歌」で過去を語り出す。
かつてイゾルデの従兄で許嫁でもあったモーロルトがコーンウォールに朝貢を要求し、トリスタンは決闘でモーロルトを倒した。しかし、このときトリスタン自身も深手を負う。イゾルデが優れた癒しの術を持つことを知ったトリスタンは「タントリス」の偽名を使い、彼女に治療を頼んだ。イゾルデはトリスタンがモーロルトの仇であることに気づき、復讐のために剣を用意するものの、トリスタンの哀れな姿に剣を取り落とし、治療したのだった。
トリスタンはコーンウォールに戻るとマルケ王にイゾルデとの婚儀を勧め、そのための使者となった。したがって、イゾルデにとってトリスタンは婚約者を殺した仇であり、アイルランドからの「貢ぎ物」とされた原因でもあった。
ブランゲーネはイゾルデを慰めるため、マルケ王との結婚がうまくいくようにイゾルデの母が調合した魔法の薬を各種持参していると話すが、イゾルデはブランゲーネに毒薬を用意するよう命じる。水夫たちの合唱が、陸が近づいたことを報せる。
第4場
上陸の準備をするように告げにきたクルヴェナールを、イゾルデはトリスタンの謝罪がなければ上陸しないといって追い返す。ブランゲーネはイゾルデに思いとどまるよう懇願するが、イゾルデの意志は固く、ブランゲーネは激しく狼狽する。
第5場
トリスタンがイゾルデの前にやってくる。イゾルデはこれまでの恨み辛みを語ってトリスタンを責め立てる。二人はお互いに惹かれ合いながらもそれを直接言葉に表すことができない。トリスタンは剣をイゾルデに差し出し、いまこそモーロルトの仇討ちを果たすよう申し出る。イゾルデは手を下すことができず、ブランゲーネに用意させた薬を「和解の薬」としてトリスタンに渡す。トリスタンは死を覚悟して杯をあおる。イゾルデはトリスタンの手から杯をひったくり、自分も死ぬつもりで半分残った薬を飲む。ところが、薬は毒薬ではなく、ブランゲーネがとっさにすり替えた媚薬だった。たちまち愛の炎が燃え上がった二人は、互いに名前を呼びあいながら抱擁する。この事態に恐れおののくブランゲーネ。船がコーンウォールに到着し、周囲の船乗りたちの歓声が上がる。現実に呼び戻された二人は、自分たちの身に何が起こったのか理解しようとしてもがく。

### 第2幕　「コーンウォールにあるマルケ王の城中」

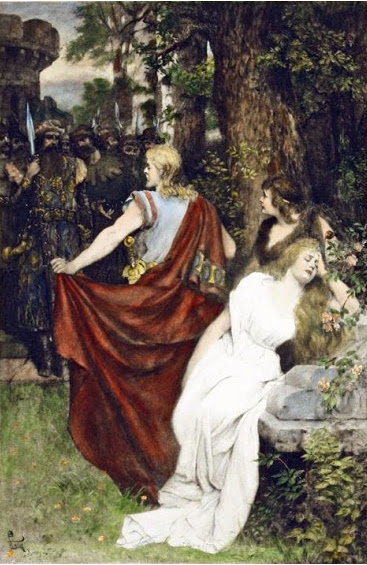
『トリスタンとイゾルデ』第2幕　フェルディナンド・リーケ(1859-1925)画

前奏曲
光や昼の世界を表す「昼（光）の動機」が冒頭に示される。バス・クラリネットの「焦燥の動機」が展開され、その頂点でフルートが示すのが「歓喜の動機A」。これに「憧憬の動機B」、「歓喜の動機B」が加わる。これらは、トリスタンを待ちわびるイゾルデの心象風景である。
第1場
コーンウォール城内、王妃となったイゾルデの館前にある庭園。狩りに出かけるマルケ王一行が吹き鳴らす角笛（舞台裏のホルン）が聞こえてくる。イゾルデは、王たちの留守にトリスタンが密会に来るのを待っている。ブランゲーネは、マルケ王の狩りがメーロトの進言によるものであること、メーロトはトリスタンを疑っていると懸念するが、イゾルデはメーロトはトリスタンの親友だとして意に介さない。
第2場
トリスタンが転がるように走り込んできて、イゾルデと抱き合いながら愛の言葉を交わす。これより長大な「愛の二重唱」。ブランゲーネは「見張りの歌」で二人に警告する。
なお、実演では「愛の二重唱」前半の「昼の対話」部分が342小節に及びカットされる場合がある。約15分間にわたるこのカットは、第3幕のトリスタンの長丁場のために、スタミナを温存させる配慮からなされたものである。後述の#録音について、ホラントによれば1951年のバイロイト・ライヴ以降、こうした短縮は基本的に禁じられた。。
「夜の国」を讃え、「愛の死」を歌い上げるトリスタンとイゾルデ。高揚する音楽がクライマックスを迎えたとき、突然ブランゲーネの叫び声が上がり、クルヴェナールが駆け込んできてトリスタンに逃げるよう告げる。しかし時すでに遅く、マルケ王とメーロトたち従臣が踏み込んでくる。
第3場
王の狩りは、トリスタンとイゾルデの関係を怪しむメーロトの密告に基づく罠だった。二人の裏切りを知ったマルケ王は長嘆しトリスタンに理由を問う。トリスタンは王に応えず、ともに「夜の国」へ行ってくれとイゾルデに話しかけ、イゾルデも「道を教えて」と応じる。メーロトがトリスタンに斬りかかり、トリスタンも剣を抜く。しかし、トリスタンはメーロトの剣にわが身を投げ出して重傷を負う。

### 第3幕　「ブルターニュにあるトリスタンの本城」
前奏曲
低弦が出す「孤独の動機」は、「憧憬の動機B」の半音階上行をヘ短調の全音階に置き換えたもの。独奏チェロが「トリスタンの嘆きの動機」を示し、トリスタンの心象風景を描く。舞台上でイングリッシュ・ホルンによる「嘆きの調べ」が、空漠とした海を表す。
第1場
深手を負い、気を失ったトリスタンはクルヴェナールによってブルターニュの城に連れ帰されていた。トリスタンは意識を取り戻すものの、傷は悪化しており、クルヴェナールは治療のためイゾルデに使いを送ったことをトリスタンに告げる。これを聞いてトリスタンは興奮し、幻覚の中で近づく船を見る。トリスタンは錯乱の余り昏倒するが再び我に返り、クルヴェナールに船を探すよう命じる。海を渡って自分のもとへやってくるイゾルデを想像しながら恍惚とするトリスタン。
牧人のイングリッシュ・ホルンが船影が見えたことを報せ、クルヴェナールはイゾルデを迎えに港へ駆け下りていく。
第2場
トリスタンはさらに興奮して包帯をはぎ取り、傷口から血が流れ出すのも構わず歩き出し、イゾルデを呼び続ける。イゾルデが大急ぎで現れる。倒れかかったトリスタンをイゾルデが抱き留める。トリスタンは最後の力を振り絞ってイゾルデの名を呼び、彼女の腕の中で息を引き取る。恋人の死に、イゾルデは気を失う。
第3場
牧人がもう一度船の到着を報せる。ブランゲーネ、ついでメーロトが現れる。クルヴェナールはメーロトを襲って殺し、メーロトにつづいてやってきたマルケ王とその家来たちにも撃ちかかる。致命傷を負い、トリスタンの足下で息絶えるクルヴェナール。マルケ王は2人の仲を許すためにイゾルデを追って来たのだったが、この光景を見て悲嘆に暮れる。
ブランゲーネに介抱されたイゾルデが意識を取り戻す。これよりイゾルデの「愛の死」。神々しく面変わりしたイゾルデがトリスタンの遺骸の上にくずおれる。ロ長調の主和音による終結。

## 物語

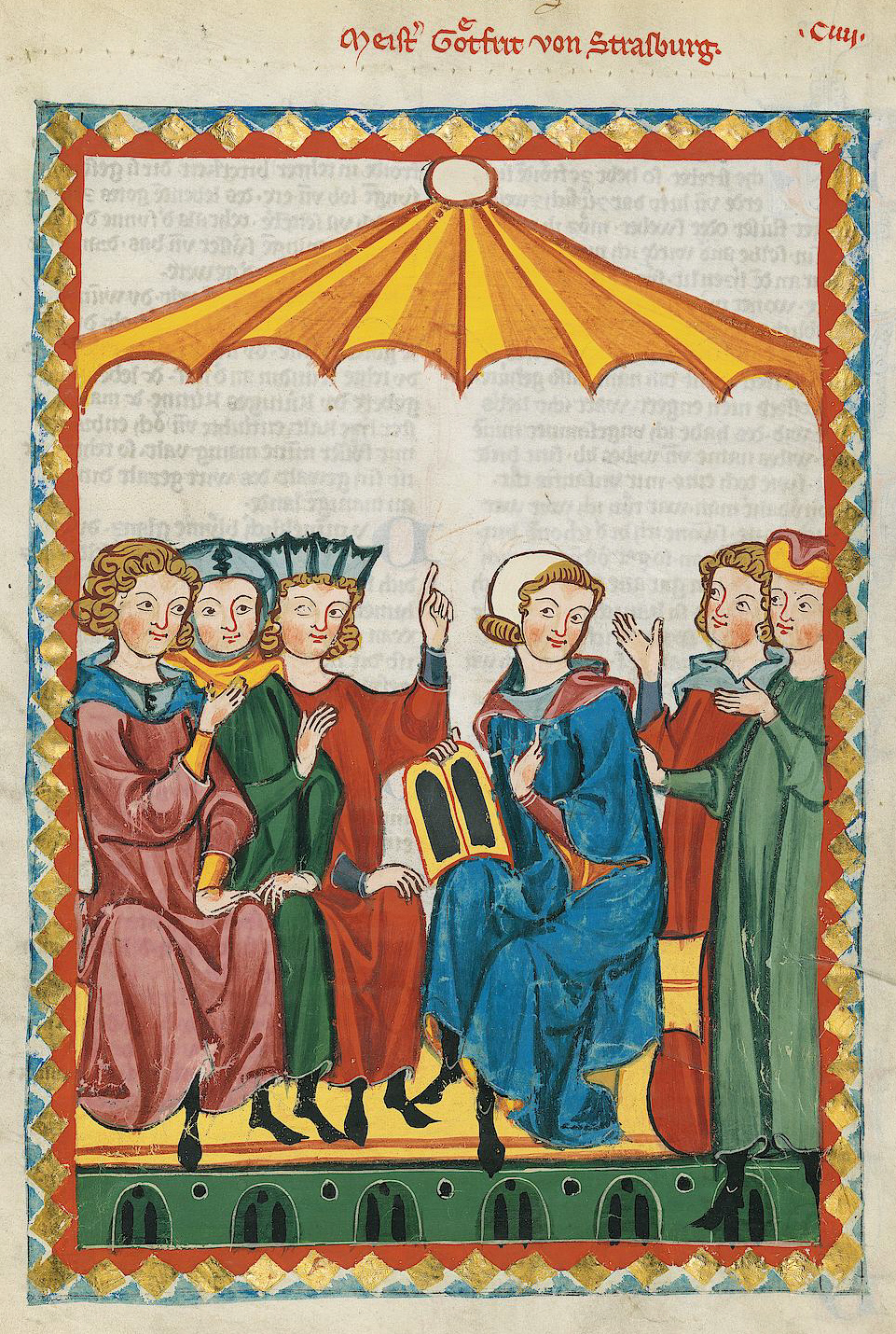
マネッセ写本(Folio 364r)に描かれたゴットフリート・フォン・シュトラスブルク

### ワーグナー以前の「トリスタン」作品
トリスタンとイゾルデの物語は、10世紀末にケルト伝説から生まれたと考えられている。その集大成ともいえるのが、ゴットフリート・フォン・シュトラスブルクの叙事詩であり、1210年ごろの成立と見られる。このほかダンテの『神曲』地獄篇（第5歌）にトリスタンとイゾルデが登場し、ニュルンベルクの靴匠詩人ハンス・ザックス（1494年-1576年）にも『トリストラン殿と美しき王妃イゾルデ』と題する戯曲があるなど、トリスタンの題材は中世において、すでに知られていた。
19世紀に入ると、アウグスト・フォン・プラーテン（1796年-1835年）がトリスタン劇を構想した。これは完成しなかったが、プラーテンは「トリスタン」と題するソネット（1834年）を残しており、「美しきものをその眼で視た人はすでに死の手に委ねられてあり……」という冒頭の2行は、ワーグナーの楽劇の思想内容に近く、ワーグナーはこの詩を知っていたと考えられる。
オペラ作品としては、「トリスタンとイゾルデ」にまつわる媚薬がモチーフとなったガエターノ・ドニゼッティ作曲の歌劇『愛の妙薬』（1832年）が1841年にドレスデンで上演されており、その後も繰り返し上演されたこの作品を、1843年からドレスデンの宮廷楽長となったワーグナーは指揮したと推定されている。1842年にワーグナーが知り合った作家ユリウス・モーゼン（1803年-1867年）にも『マルケ王とイゾルデ』の詩があり、この作品には「宿命の媚薬」のアイデアが含まれていた。
1846年にはロベルト・シューマンが「トリスタンとイゾルデ」のオペラ化を構想したが、完成しなかった。その台本は詩人ロベルト・ライニックによる5幕ものであった。このころワーグナーはシューマンと交流があり、オペラ化の構想を聞き知った可能性がある。シューマンの弟子でワーグナーとも親しかったカール・リッター（1830年-1891年）もトリスタンのための戯曲（紛失）を書いており、作曲の契機のひとつとなったと見られる。ワーグナーは自伝『わが生涯』で、「リッターはこの物語の活気にあふれた場面を重視しているが、私の方は物語の深い悲劇性にたちまち引きつけられた」と述べている。

### ワーグナーの台本

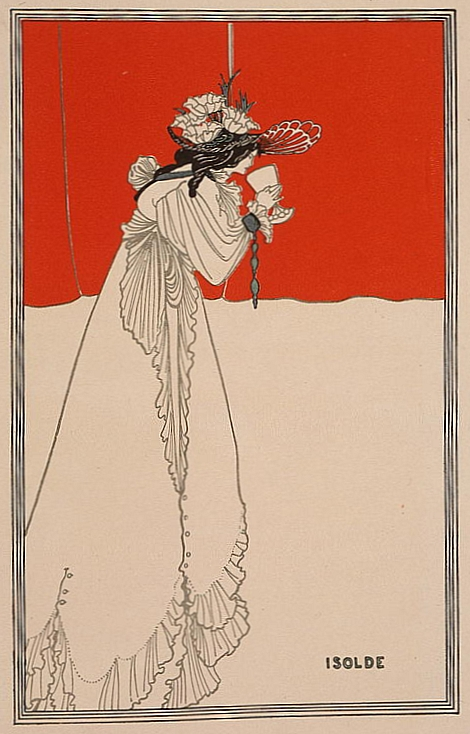
薬を飲むイゾルデ（オーブリー・ビアズリー画 1895年）

約20,000行にわたる長大なシュトラスブルクの叙事詩には「トリスタンの竜退治」や「白い手のイゾルデ」など多くのエピソードが含まれているが、ワーグナーはこれらを刈り込んで独自の台本とした。この結果、『トリスタンとイゾルデ』は、ワーグナーの他の作品と比べて時代色や地方色が著しく希薄なものとなっている。
ワーグナーの台本に特徴的なもののひとつに「媚薬」がある。伝説では脇役的な意味でしかなかった媚薬を、ワーグナーは本作で二人が「死の薬」と信じてあおる設定とした。このために愛は死の中にのみ実現可能という、「愛＝死」の強いメッセージを込めることに成功している。これについて、トーマス・マンは「このとき二人は水を飲んでもよかったのだ」と述べている。また、ヴィーラント・ワーグナーは、本作の媚薬は「以前から存在していた愛情を舞台上に視覚化する契機」であり、媚薬が情熱の告白の一歩前にいた二人を告白に踏み切らせたとする。
トリスタン伝説では、イゾルデは二人登場する。本作で主人公格の「金髪のイゾルデ」に対して、もう一人は「白い手のイゾルデ」と呼ばれる人物である。伝説では、トリスタンの傷を癒すために「金髪のイゾルデ」が呼び寄せられたとき、彼女が乗船している船には白い帆を張り、そうでない場合は黒い帆を張るという約束があった。しかし、嫉妬に狂った「白い手のイゾルデ」が、白い帆を黒い帆だと伝えたために、気落ちしたトリスタンはあえない最期を遂げる、というもので、この「白い帆・黒い帆」のモチーフは、ギリシア神話の英雄テーセウスにまつわる伝承が取り込まれたと見られる。
ワーグナーの当初の構想でも、「白い手のイゾルデ」が登場し、白い帆・黒い帆の趣向が含まれていたが、結果的にこれらは取り入れられなかった。ただし、第3幕での「喜びの旗」は白い帆の翻案であり、牧人の吹く「嘆きの調べ」と「陽気な調べ」は、黒い帆と白い帆を音楽で表現したものにほかならない。このように、台本化に当たって、演劇と音楽双方においてワーグナーの創意工夫が認められる。
さらに第3幕前半では、古代ギリシアのホメーロス（紀元前8世紀後半頃？）に由来する伝統的手法であるTeichoskopiaを採用している。これはギリシア語で、Teichos（壁）とskopein（見る）を組み合わせたもので、大規模な戦闘などの場面を、見晴らしの利く城壁などに立つ人物が報告するという手法である。ロマン主義の極致と見られがちなこの作品が、実はこのように古典主義的枠組みに収まっていることも注目される。

### ワーグナーへの思想的影響

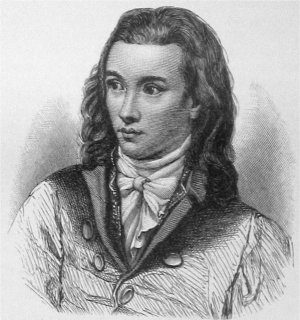
『夜の賛歌』の著者ノヴァーリス(1772-1801)

思想的には、ドイツ・ロマン主義の詩人ノヴァーリス（1772年-1801年）の長詩『夜の賛歌』（1800年）が重要である。『夜の賛歌』は、上記プラーテンのソネットと密接なつながりがあり、ワーグナーにロマンティックな底流を与えた。その内容は、昼に対する夜の優越を歌い、亡くなった恋人の住む死の国と夜を同一視するというものであり、ワーグナーの『トリスタンとイゾルデ』第2幕の「愛の二重唱」と重なる。。
また、ワーグナーは本作作曲の直前に詩人ゲオルク・ヘルヴェークの薦めでアルトゥル・ショーペンハウアーの『意志と表象としての世界』を読んでおり、トリスタンの死のイメージは、ショーペンハウアーの厭世の哲学と結びついていると考えられている。とはいうものの、ワーグナーのショーペンハウアー受容は直線的でなく、自己の芸術の裏付けに都合の良い部分が利用されている面がある。これについて、トーマス・マンは『ショーペンハウアーに関するエッセイ』（1938年）で次のように述べている。
「トリスタンがショーペンハウアー哲学から影響を受けているという主張は否定されている―〈意志の否定〉が問題とされる限り、それは正しい。というのも、ここで取り上げられているのは、確かに愛の詩であり、愛において、性において意志はもっとも強く否定されるからである。しかしまさに愛の神秘劇としてこの作品は、徹底的にショーペンハウアー的色彩を帯びている。そこでは、ショーペンハウアー哲学の中から、いわばエロティックな甘美さ、陶酔的なエッセンスが吸い上げられているのに対し、教訓の方は放置されているのである。」

### 聖書との関連

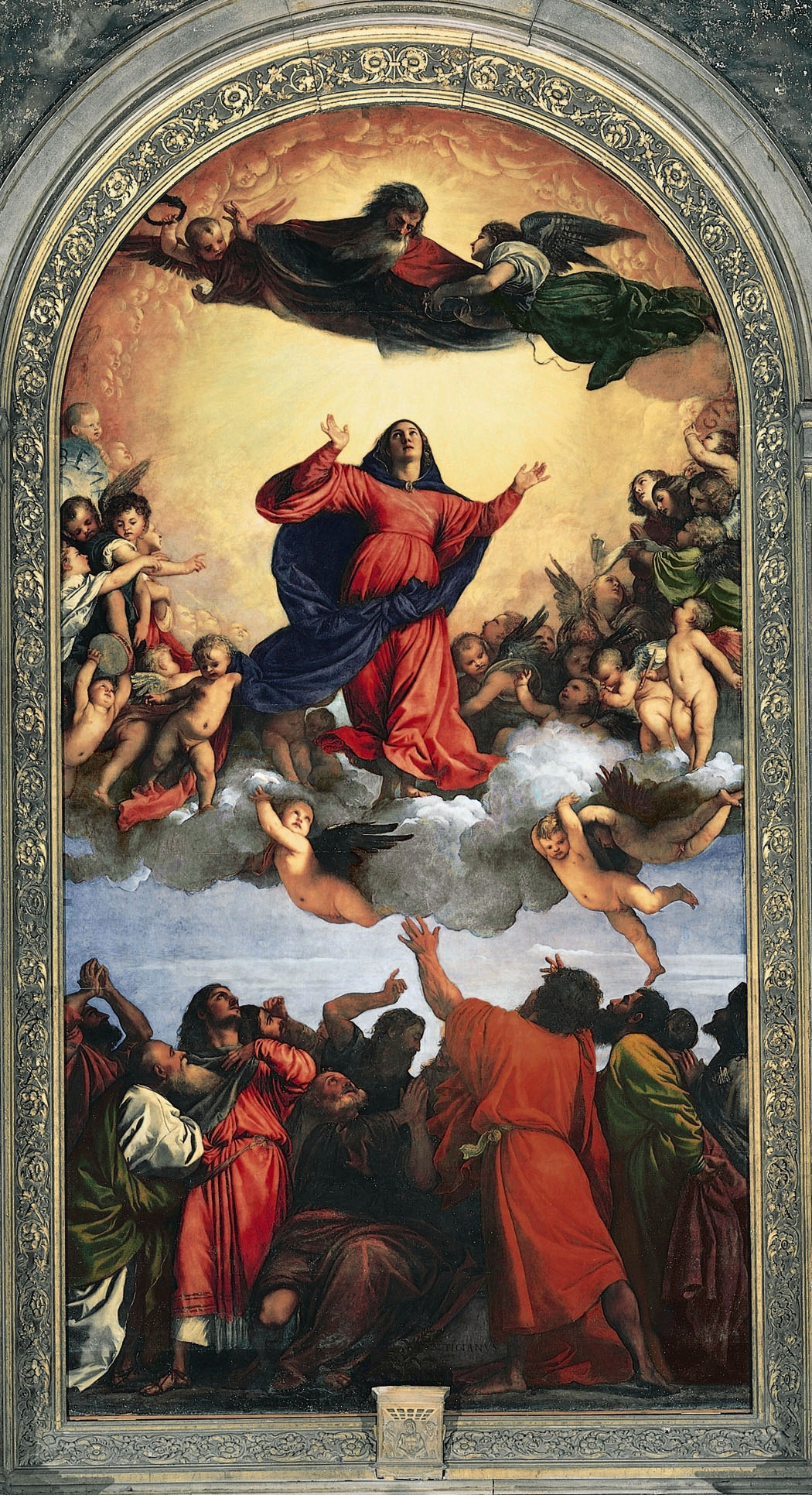
「聖母の被昇天」（ティツィアーノ画 1516-18年）　ヴェネツィア、フラーリ聖堂

『トリスタンとイゾルデ』は、ワーグナーの全作品中で唯一「神」の名が出てこない作品である。しかし、その随所に、聖書に基づく暗喩が登場する。具体的には以下の点である。
1. 第1幕第1場　イゾルデが歌う「主人の怖さ」は、「主の畏れ」（「主を畏れることはあらゆる智慧の発端」）のもじり。
2. 第2幕第1場　イゾルデが歌う「夜になれ (Es werde Nacht)」は、『創世記』の「光あれ (Es werde licht)」のもじり。
3. 第3幕第1場　トリスタンが船に乗って来るイゾルデのことを「歩行する (wandeln)」と表現する。これは『マタイ伝』14の25で、イエスが海の上を歩いて弟子たちのもとに来る場面の暗喩。同様に、「最後の気付け (letzte labung)」は「終油の秘蹟 (letzte Ölung)」のもじりである。

トリスタンは第2幕の幕切れでメーロトの剣先に自ら飛び込み、第3幕では傷口を覆った包帯を自分で引きはがすといった行為から自殺願望が認められる。トリスタンは第2幕で自分の故郷を「光の射さない国」、「暗い夜の国」と呼んでおり、ある意味生まれながらにして「死の国」の住人であり、トリスタンにとって愛は死と不可分であった。
このように、「死のうとして死にきれない」点で、トリスタンは『パルジファル』のアンフォルタスと同類であるという推測が成り立つ。事実、1854年の構想段階では、第3幕で聖杯の騎士パルジファルが登場して病床のトリスタンと対面するという場面が含まれており、のちに断念された経緯がある。聖書の暗喩やパルジファル、アンフォルタスとの関連からは、トリスタンの死が単に解決としての死以上のものとして意図されていることを示す。
ワーグナーは作曲当時、ティツィアーノの絵画「聖母昇天図 (Assunta)」に強い感銘を受け、「アスンタは聖母ではない。愛の清めを受けたイゾルデだ」と言ったという。この発言は聖母マリアを俗人の域に引き下げる面とともに、逆にイゾルデを聖母の域に引き上げる両面性を持っている。第3幕において、ストーリー上はトリスタンの傷の治療のためにやってくるイゾルデだが、上記の暗喩によってある種の聖性を獲得しており、治療者というだけでなく、恋人に魂の救いをもたらす救済者という性格が付与されているのである。
加えて、音楽上でも第3幕を結ぶロ長調の主和音は、属和音が強調されないために変格終止と見られ、これが宗教音楽や遠い過去を想起させるときに用いられる手法であることから、浄化したイゾルデの最期に宗教的イメージを重ねたものとされる。

## 音楽
一般に『トリスタンとイゾルデ』は、17世紀から19世紀にかけてのヨーロッパ音楽の基盤となってきた古典的機能和声の崩壊につながる画期をなす作品とされる。この革新は、半音階を徹底的に推し進めることによって達成されており、それがもっとも顕著に現れているのが第1幕への前奏曲である。

### 第1幕への前奏曲

第1幕への前奏曲冒頭部分。前半の「憧憬の動機A」と後半の「憧憬の動機B」が繋がる着色箇所が「トリスタン和音」。

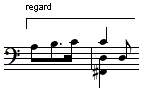
「眼差しの動機」

ここでは作品の主要動機のいくつかが紹介される。冒頭に半音階的下行フレーズAが現れ、これにつづいて4音による上行フレーズBがつづく。フレーズBは冒頭のフレーズAの反行形である。フレーズAの終わりとフレーズBの始まりが連結される際に生じる和音（ヘ－ロ－嬰ニ－嬰ト）が「トリスタン和音」と呼ばれるもので、劇中のさまざまな重要な場面で現れる。これが繰り返されて一段落すると、チェロに「眼差しの動機」が現れ、上昇していく。
冒頭の下行する半音階的フレーズAは「トリスタン」、「トリスタンの負傷」、「悲嘆」、「告白」などの名称が与えられるが、究極的な分類を拒む点で、この作品に特徴的である（#ライトモティーフの用法を参照）。つづくフレーズBとの対照から、フレーズAを「憧憬の動機A」、「トリスタンの愛」または「苦しみ」、フレーズBを「憧憬の動機B」、「イゾルデの愛」または「歓び」などとする場合もあり、後述する解釈につながる。
また、第1幕への前奏曲はそのまま第1幕の音楽へとつながっているが、この前奏曲と第3幕終結部を組み合わせた形で演奏会でも独立して演奏される。「初演の経緯」で述べたように、作曲者のワーグナー自身が終止部を書き残しており、こうした演奏の仕方を認めている。この演奏会形式について、ワーグナー自身は「愛の死」と「（イゾルデの）変容」と呼んでいたにもかかわらず、前奏曲と「愛の死」というタイトルが伝統的に定着している。

#### ワーグナーの表題的解釈
1859年12月9日にマティルデ・ヴェーゼンドンクに当てた手紙に同封されたワーグナーの表題的解釈は次のとおり。
……この愛のドラマの導入曲のために、このテーマ「愛の憧憬や欲求がとどまるところを知らず、死によってしか解決しないこと」を選んだ作曲家は、テーマがまったく独特で制約のないものであることを感じ取っていたため、いかに自らを制限するかということだけに気をつけた。というのも、このテーマのもたらす可能性を汲み尽くすことは、まったく不可能だからである。―そこで彼は、ただ一度だけ、しかし長く分節された一つの線で、もっとも控えめな告白と、もっとも儚い献身から始め、不安な溜息、希望と畏れ、嘆きと望み、歓喜と苦悩をへて、もっとも強い衝動、もっとも激しい努力へと、その満たされることのない欲求を高めていった。それは途方もなく熱望する心に無限の愛の歓喜の海へ到達する道を開き、突破口を見いだそうとする欲求である。しかし、無益なことだ！　その心は気を失い、沈んでいってしまう。なぜなら、憧れるものを一度手に入れたとしても。それは再び新たな憧れを呼び起こすからである。そして最後に衰えた眼差しが疲れ切ったとき、そこには気高き歓喜に到達する予感がほのかに浮かび上がってくるのである。それは死の、もはや存在しないことの、そしてわれわれが狂おしくそこへ入ろうとすればするほど、まったくそこから迷い離れてしまう、かの奇跡に満ちた天国における最後の救済の歓びである。―それを死と名づけようか。
この表題的解釈は、第1幕への前奏曲の理念と構造を解き明かすための出発点となっている。各段落を要約すれば、以下のようになる。
1. 第1－24小節　基本素材の呈示（控えめな告白）
2. 第25－44小節　展開と確保（愛の諸相の経験）
3. 第45－83小節　長い高揚（欲求の昂まり）
4. 第83－111小節　長い減衰（死の淵へ沈む）

#### 「トリスタン和音」
「トリスタン和音」は1919年、エルンスト・クルトが「ワーグナーの《トリスタン》におけるロマン派の和声法とその危機」において、この和音が西洋音楽史における機能和声の崩壊の象徴的存在であると見なしたことで有名となった。とはいえ、この和音自体はバッハの時代にも見られるものである。また、19世紀後半にあって、ワーグナーほど機能和声に執着し、聴き手にこれを意識することを要求する作曲家も少なく、「トリスタン和音」が機能和声崩壊の主たる原因といえるかどうかは疑わしい、との指摘がある。これによれば、「トリスタン和音」は和声進行だけでなく楽器法とも密接な関係にあり、和音の機能を一義的に和声体系のなかで固定するのでなく、むしろ多義的な性格がその特徴であるとする。
「トリスタン和音」のもっとも代表的な解釈は、この和音を「予備なしの掛留和音」としてとらえ、第2小節の最後の和音でイ短調の「重属七和音の第2転回型」が現れ、第3小節で嬰イ→ロに「属七和音の基本型」に解決する、というものである。しかし、楽器法はこの解釈と衝突する。すでに述べたように、動機Aのグループは「トリスタン和音」で消え、動機Bのグループはこの和音から入る。つまりAとBが重なるのは「トリスタン和音」のみであり、これは和声進行ではなく、不協和な響きそのものをとくに強調しようと意図されたものである。また、属七和音は本来主和音に解決することが期待される緊張をはらんでいるが、ここでは「トリスタン和音」という、より強い緊張感を持つ和音のあとに来るために、一種の解決のようにも見られることは、和音本来の機能が異化されていることになる。
作曲家のエルンスト・ブロッホは「ワーグナー<トリスタンとイゾルデ>における逆説」において、「トリスタン和音」について以下のように述べている。
「入り口の扉のところに、早くも難解で調性を確定しがたい、前奏曲のあの<トリスタン和音>がある。この和音は多くの場合において、ひとつのまったく巨大な断層である。その和音は、憧れを、そして2人の人間の間で互いが互いをのぞき込むような<と(und)>の象形文字なのであって、この<と(und)>は夜が更けゆくにつれて溺れ、沈み込むことによって高まってゆく。」

### ライトモティーフの用法

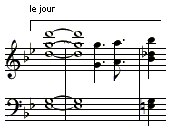
「昼（光）の動機」

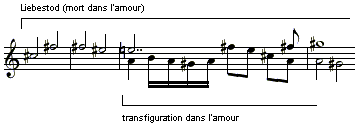
「愛の死の動機」（上段が動機進行。下段には装飾音型が加えられている）

『ニーベルングの指環』では数あるライトモティーフ（示導動機）を駆使しているワーグナーだが、『トリスタンとイゾルデ』においては、ライトモティーフの使われ方は限定的である。第1幕の「海（航海）の動機」、第2幕の「昼（光）の動機」、第3幕の「嘆きの調べ」や「カーレオールの動機」のように明確なものはあっても例外的である。
全曲の核となるのは、第1幕冒頭の「憧憬の動機A」（半音階的下行）および「憧憬の動機B」（半音階的上行）であり、この作品のあらゆる場面に遍在している。しかし、この二つのモチーフ自体が相反する性格を持ちつつ、しかも組み合わせて呈示されるために、命名＝固定することによって、たちまち矛盾を来すことになる。このことは、「他と区別するために」用いられるべきライトモティーフが、本作では音楽的に関連していて「区別しにくい」状態にあることを示す。こうした「区別」と「関連」の関係は、後述する「移行の技法」とも重なっている

### 「移行の技法」
ワーグナーは音楽の流れが途切れることを嫌い、旋律の区切りで終止感のある和音を使わずに音楽がなお先に進むような印象を与えたり（偽終止）、一つの旋律が終わらないうちに新しい旋律が前の旋律に一つの線でつながるように工夫を凝らした。これを「無限旋律」という。
例えば、第1幕第1場でイゾルデの歌い終わりの部分「風よ、ご褒美にあげようじゃないの」では、強い決意を表明するために、イゾルデの旋律はハ短調の主音で結ばれる（zum Lohn! の箇所）。このとき、楽器法の上でもハ音に集中し、終止感を高めている。しかし、一方で和声は解決せず、さらに半音階上行・下行で緊張を高めている。つまりここでは、区切りを設定しつつ音楽の流れを止めないために、両極端の手法が同時に使用されている。こうした音楽の連続性を、さらに大局的に用いたものを、ワーグナーは「移行の技法(Die Kunst des Überganges)」と呼んだ。
1859年12月29日付、マティルデ・ヴェーゼンドンク宛の手紙でワーグナーは次のように述べている。
「この、もっとも繊細で、もっとも滑らかな技法の最高傑作は、もちろん『トリスタンとイゾルデ』第2幕の長大な場面です。第2場の冒頭では、きわめて激しい感情の諸相のなかで、漲りあふれる<生>が表現され、そして最後には、もっとも厳粛にして内密な<死>への願いへと至ります。これが二つの柱となるのです。そこで可愛い貴女、私がどうやってこの柱を結び合わせ、どうやって一方から他方へ橋渡ししたかを見てください。これが、私の音楽形式の秘密にほかならないのですから。」
ワーグナーが「漲りあふれる生から、もっとも厳粛にして内密な死への願いへ至る」と言及している第2幕第2場の過程は、ドイツの音楽研究家カール・ダールハウス（1928年-）の指摘によれば、間奏（ブランゲーネの「見張りの歌」）をはさんだ「昼の対話」と「夜の歌」から成っている。この両者はそれぞれ異なる原理で作曲されている。「昼の対話」では、「昼の動機」を絶えず反復することによって動機による統一性、「夜の歌」では、伴奏のシンコペーション・リズム、変拍子とカンタービレ旋律、増三和音など動機以外の要素に共通性が持たせられ、滑らかな移行が図られるのである。
「移行の技法」はこれまで多くのワーグナー研究者によって引用されてきたものの、分析はされなかった。その最初の試みがダールハウスのものであり、このような「複数の原理による創作」は、現代においてようやく意識されるようになってきた概念といえる。

## 配役について
トリスタン
『タンホイザー』以来、ワーグナー作品においてヘルデンテノールと呼ばれる英雄的な役柄が誕生し、力強く輝かしい高音とともに、バリトンにも匹敵する充実した低音域が要求されるようになった。『トリスタンとイゾルデ』のトリスタンでは、こうした声の威力に加え、高貴な雰囲気や細やかな心理表現が必要となる。第2幕「愛の二重唱」では官能的な甘美さを発揮し、さらに第3幕ではイゾルデは休憩できるのに対してトリスタンはひきつづいて一人舞台となるために、人間の限界に挑戦するような持久力も要求される難役である。
イゾルデ
イゾルデは、『ニーベルングの指環』のブリュンヒルデと並ぶ、ホーホ・ドラマーティッシェン（最高度のドラマティック）ソプラノ役とされる。しかし、第1幕では気の強いところを見せるものの、薬を飲んで以降は、叙情的な声と表現が似つかわしい場面が多くなる。第2幕の「愛の二重唱」でも、イゾルデはトリスタンの言葉を反芻して追随する印象を与える。激しい愛の高まりを表現することはあっても、イゾルデは決して「猛女」というわけではなく、柔順な姿勢を一貫させていることではワーグナーの他の作品には見られないものである。
マルケ王
トリスタンの「裏切り」に苦悩しながらも、友情と諦念からその罪を許そうとするマルケは、歌唱の魅力としては、第2幕で延々と苦悩を語る場面など決して耳に快いものではない。王としての役柄から、重厚・堅実なバスが当てられがちなこともその一因となっている。だが、例えば『ニーベルングの指環』のヴォータンのようなバス・バリトンが歌うことによって感情表現の幅が広がり、この役本来の説得力を発揮する場合がある。実演でも、主役2人が非力な場合など、マルケの存在が感銘の中心になることも珍しくない。

## 演出について

### ミュンヘン

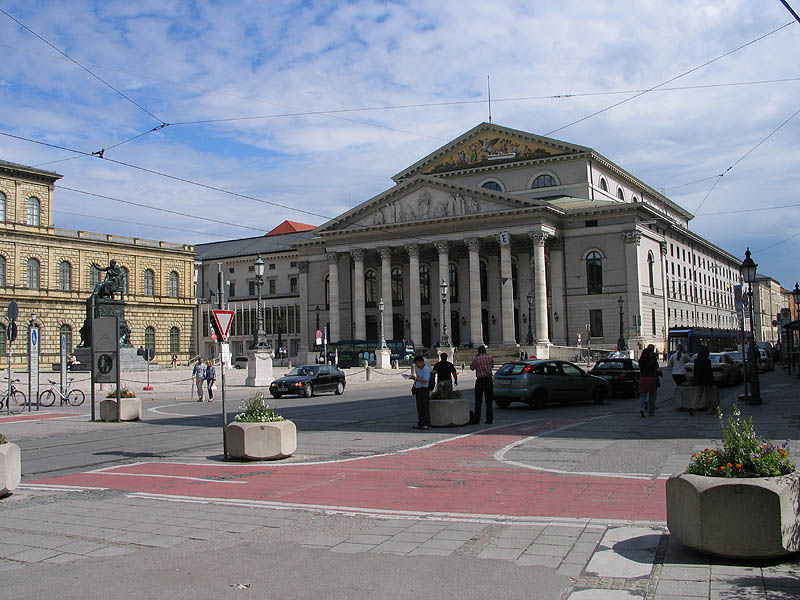
バイエルン宮廷歌劇場（現在のバイエルン国立歌劇場）

『トリスタンとイゾルデ』が初演されたミュンヘン・バイエルン国立歌劇場では、現代に至るまで以下の指揮者と演出家がコンビを組んできた。
1. 1865年　ハンス・フォン・ビューロー（指揮）/リヒャルト・ワーグナー（演出）
2. 1880年　ヘルマン・レヴィ（指揮）/ヴィリ・ヴィルク（演出）
3. 1927年　ハンス・クナッパーツブッシュ（指揮）/クルト・バレ（演出）
4. 1937年　クレメンス・クラウス（指揮）/オスカー・ヴァレック（演出）
5. 1947年　ゲオルク・ショルティ（指揮）/ゲオルク・ハルトマン（演出）
6. 1958年　ヨーゼフ・カイルベルト（指揮）/ルドルフ・ハルトマン（演出）
7. 1980年　ヴォルフガング・サヴァリッシュ（指揮）/アウグスト・エファーディング（演出）
8. 1998年　ズビン・メータ（指揮）/ペーター・コンヴィチュニー（演出）

1958年のカイルベルト/ハルトマンまでは概ねト書きに忠実な演出であったが、1980年のエファーディング演出はシンプルで直線的、モダンな舞台装置となった。これは、当時のドイツ語圏の歌劇場に共通するスタイルである。
1998年のコンヴィチュニー演出からはコンセプトが激変する。第1幕ではエーゲ海を走るクルーザーを思わせる情景となり、トリスタンとイゾルデの運命的な愛が「ひと夏の恋のアバンチュール」のように読み替えされるなど、オペラ全体がパロディー化された。こうした大胆な読み替えは、現代オペラ演出の一般的な風潮となってきている。

### バイロイト

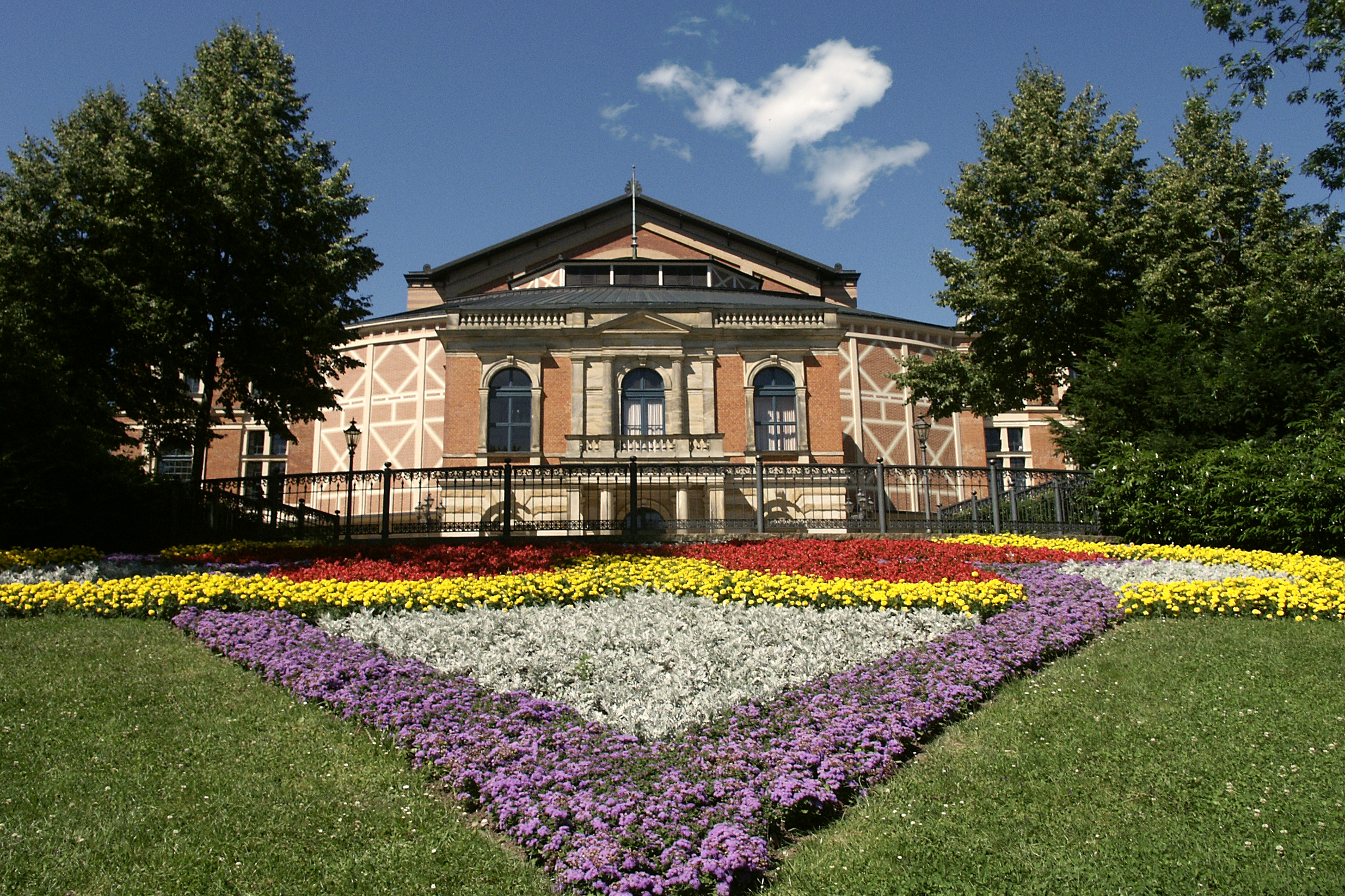
バイロイト祝祭劇場

ワーグナーが創立した「バイロイト音楽祭」では、第二次世界大戦後にヴィーラント・ワーグナーによって「新バイロイト様式」と呼ばれる象徴的な舞台作りが誕生する。「新バイロイト様式」は、最小限の舞台装置と抑制された演技を特徴とする。1960年代のカール・ベーム指揮によるライヴ録音がヴィーラント演出によるものであり、このとき主役を歌ったヴォルフガング・ヴィントガッセン、ビルギット・ニルソンの二人もまた心理表現に重きを置いた革新的なものであった。
1980年代からは、ダニエル・バレンボイム指揮、ジャン＝ピエール・ポネル（1932年-1988年）演出によるプロダクション（歌手はルネ・コロ、ヨハンナ・マイアー）がひとつの頂点とされる。ポネルの演出は、台本の指定を大きく離れることなく独自の幻想的で美しい舞台を特徴とする。ただし、第3幕の最後では、舞台が暗転、明るくなるとトリスタンがひとり横たわっており、すべてがトリスタンの幻想であるかのように読み替えられていたことが物議を醸した。
1990年代では、バレンボイム指揮（歌手はジークフリート・イェルザレム、ヴァルトラウト・マイアー）、ハイナー・ミュラーの演出、エーリヒ・ヴォンダーの舞台装置によって、登場人物を閉ざされた空間に置いて閉塞感・緊張感を強調したものとなった。衣装担当は山本耀司で、主要歌手に首枷を思わせる輪を付け、逼迫した心理状況を視覚化させた。

## 録音
『トリスタンとイゾルデ』は、19世紀ヨーロッパ音楽の代表的作品とされるだけに、第二次世界大戦前から各種の録音が存在する。
作品の全貌をディスクで初めて明らかにしたのは、ヴィルヘルム・フルトヴェングラー指揮フィルハーモニア管弦楽団によるスタジオ録音(1952年、EMI)である。ルートヴィヒ・ズートハウス及びキルステン・フラグスタートの歌唱も戦前のワーグナー演奏の典型といえるものである。
カール・ベーム指揮によるバイロイトでの録音（1966年、DG）は、その新即物主義な解釈が、ヴィーラント・ワーグナーによる演出とともに「新バイロイト様式」を完成させたモニュメントと言える。また、指揮者、演出家とともにヴォルフガング・ヴィントガッセンやビルギット・ニルソンなどの配役は毎年固定され、このアンサンブルは戦後のワーグナー演奏の典型とされた。
そのほか以下のようなものもある。
- ゲオルク・ショルティ指揮ウィーン・フィルハーモニー管弦楽団（1960年、Decca）。フリッツ・ウール（ドイツ語版、英語版）（トリスタン）、ビルギット・ニルソン（イゾルデ）。
- ヘルベルト・フォン・カラヤン指揮ベルリン・フィルハーモニー管弦楽団（1971年-1972年、EMI）。ジョン・ヴィッカーズ（トリスタン）、ヘルガ・デルネシュ（ドイツ語版）（イゾルデ）
- カルロス・クライバー指揮シュターツカペレ・ドレスデン（1980年-1982年、DG）。ルネ・コロ（トリスタン）、マーガレット・プライス（イゾルデ）
- レナード・バーンスタイン指揮バイエルン放送交響楽団（1981年、Philips）。ペーター・ホフマン（トリスタン）、ヒルデガルト・ベーレンス（イゾルデ）

なお、名作オペラブックス7 『ワーグナー　トリスタンとイゾルデ』の「ディスコグラフィについての注釈」（筆者はディートマル・ホラント）によれば、「歌手の力量は1950年代の終わりの録音では明らかに下がり始めている」などとし、上記ショルティ盤、カラヤン盤、クライバー盤などをいずれも批判している。ここでは、フルトヴェングラー盤を「現在までのトリスタン解釈の歴史の中で、これが例外的な地位を占めている」としつつ、1936年のフリッツ・ライナー指揮によるコヴェント・ガーデンでのライヴ録音(Naxos)及び1941年のエーリヒ・ラインスドルフ指揮メトロポリタン歌劇場管弦楽団によるライヴ録音（Naxos、いずれも主役はラウリッツ・メルヒオールとキルステン・フラグスタート。第2幕と第3幕にカットあり）が、音質の点で失うものがあってもなお「伝説的な演奏」であるとして評価している。。
音楽学者の広瀬大介は、上記のような評論を「時代ごとの演奏スタイルにも流行り廃りがある。世代の異なる歌手同士を比較する意味はあまりない」と批判している。メルヒオールの歌唱法については「声の威力に頼り、全体を一本調子で歌い、表現に演技的要素をほとんど感じられない」「現代の聴き手が過去の評論家と同じように感じることは、なおいっそう難しくなっているようにすら思われる」と述べる。
広瀬はまた、第二次大戦後の1950年代を境に、戦前・戦中期のパワー至上主義的な歌手から、演技力・声の表現力で勝負する歌手が増えてきたとし、「ヴィントガッセン、ニルソンは、ちょうどその中間にあって両者の特徴をほどよく兼ね備えていた」と評している。そしてカラヤン盤でトリスタンを演じたヴィッカーズを、新しい時代のワーグナー解釈を世に問うた最初期の歌手とし、「聴き手に情景を想像させることのできる歌を披露したという意味で、新世代、録音時代のテノールというにふさわしい存在だった」という評価を下している。また、クライバー盤のコロについて、第3幕のトリスタンが自暴自棄になっていく部分を「ほとんど演劇的とすらいうべき強靱な表現を手に入れた」と述べている。

## 関連項目

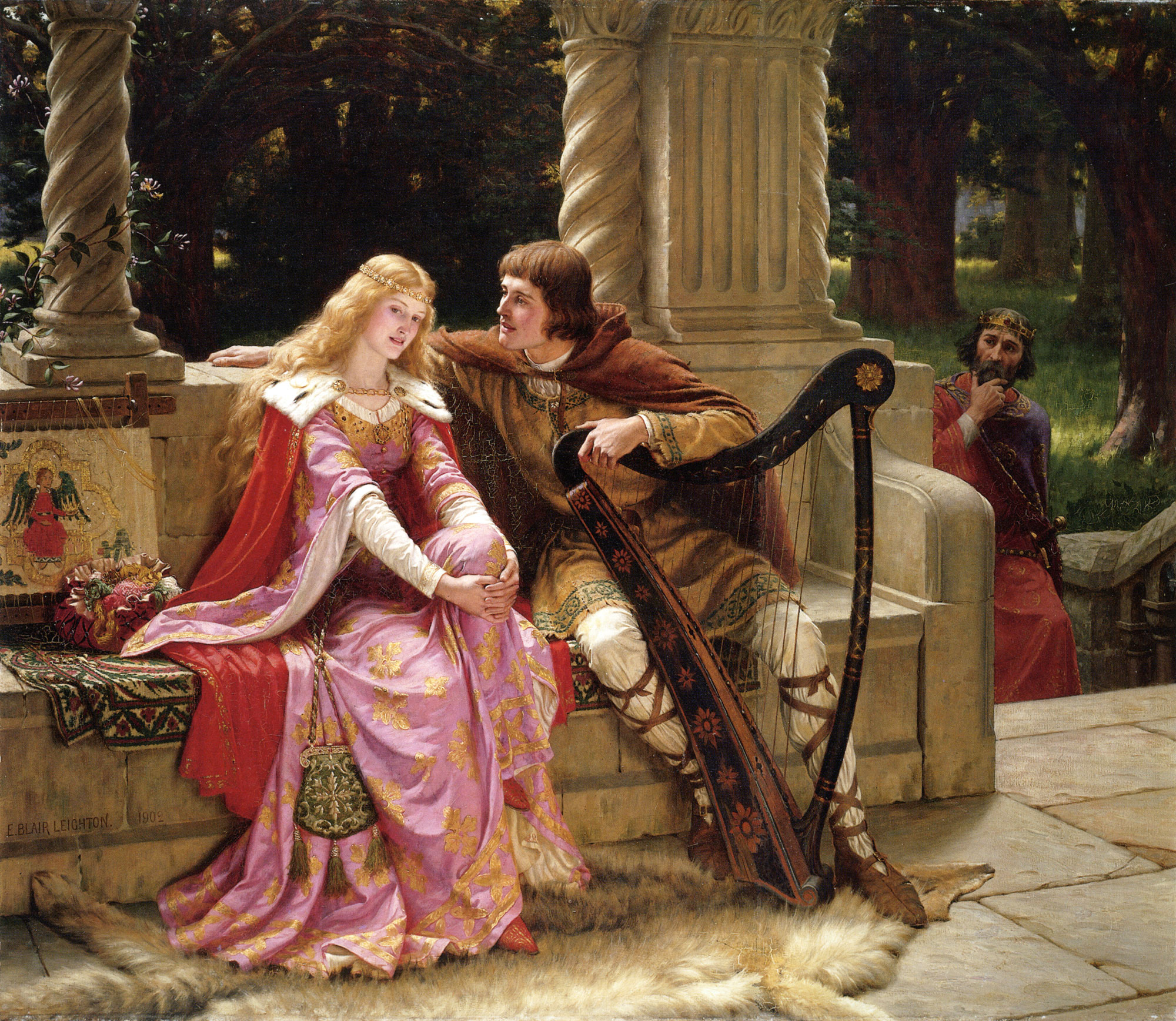
トリスタンとイゾルデ（エドモンド・レイトン画 1902年）

### 神話・伝説
- トリスタンとイゾルデ （トリスタン物語）　本作のもととなった伝説
- テーセウス　ギリシア神話の英雄。「白い帆・黒い帆」のエピソードがトリスタン伝説に取り込まれたと考えられている。このエピソードは本作では間接的に示唆される。

### 作家・思想家
- ノヴァーリス　ドイツ・ロマン派の詩人。長詩『夜の賛歌』（1800年）は本作第2幕の愛の二重唱の内容と近く、ワーグナーに影響を与えたと考えられている。
- アルトゥル・ショーペンハウアー　ドイツの哲学者。ショーペンハウアーの厭世思想はトリスタンの死のイメージと結びついていると考えられている。
- フリードリヒ・ニーチェ　ドイツの哲学者。ワーグナーの音楽に心酔し、交流を持った。その後ワーグナーと決別し、ワーグナー没後の1888年、『トリスタンとイゾルデ』について以下のように述べている。

「トリスタンのピアノ編曲が生まれた瞬間から、―おみごと！　フォン・ビューロー殿！―私はワグネリアンになっていた。（中略）しかし私は今でも、<トリスタン>と肩を比べることができるほど危険な魅力に満ち、無限の戦慄と甘美を併せ持つような作品を求めている。」
- トーマス・マン　ドイツの作家。ワーグナー作品に大きな影響を受け、小説『トリスタン』（1903年）をはじめ、ワーグナーに関わる多くの著作・評論を残している。

### ワーグナーの楽曲
- ヴェーゼンドンク歌曲集　マティルデ・ヴェーゼンドンクの詩にワーグナーが作曲した歌曲集。本作と同時期の作品であり、密接な関係を持つ。
- ジークフリート (楽劇)　『ニーベルングの指環』第3作。本作は『ジークフリート』を中断して作曲された。
- ニュルンベルクのマイスタージンガー　『ジークフリート』中断の間、本作につづき「軽い喜劇」の予定で作曲された楽劇。第3幕に本作の引用がある。
- パルジファル　ワーグナー晩年の作品。本作第3幕にパルジファルが登場する構想があったことをはじめ、相互の役柄の関連が指摘される。

### 「先行作品」
『トリスタンとイゾルデ』は画期的な内容を持つが、その以前にワーグナーに影響を与えたと見られるいくつかの音楽作品がある。
- ルイ・シュポーア：歌劇『イェソンダ』　『トリスタン』の原型と見られる官能的な半音階的語法を聴き取ることができる。
- フランツ・リスト：歌曲『ローレライ』　『トリスタン』冒頭を印象づける上行半音階のフレーズが顕著に見られ、「トリスタン和音」も予告されている。
- エクトル・ベルリオーズ：『ロメオとジュリエット』　ワーグナーが称賛した作品であり、「愛の場面」の半音階フレーズと全体的な雰囲気は、『トリスタン』第2幕の愛の場面の先触れとなっているだけでなく、旋律的着想も多く含まれている。
- ハンス・フォン・ビューロー：管弦楽のための幻想曲『ニルヴァーナ』　ワーグナーは『トリスタン』構想中の1854年秋にこの作品のスコアを研究していた。曲は、『トリスタン』冒頭の上行する半音階的フレーズのより直接的な源泉が見られるほか、『トリスタン』を彷彿とさせる昇華的な終結部を持っている。

### 後世の引用作品
『トリスタンとイゾルデ』は後世の作曲家に大きな影響を与え、ワーグナーの生前から20世紀に至るまで、生み出された作品の多くに本作からの引用やパロディが見られることでも知られる。以下はその代表的なものである。
- エドゥアール・ラロ：歌劇『イスの王様』序曲（1881年）
- エマニュエル・シャブリエ：アンドレ・メサジェとの共作による4手のためのピアノ曲『ミュンヘンの思い出』（1886年）
- クロード・ドビュッシー：ピアノ曲集『子供の領分』の終曲「ゴリウォーグのケークウォーク」（1908年）
- マヌエル・デ・ファリャ：『スペインの庭の夜』（1915年）
- アルバン・ベルク：『抒情組曲』（1926年）
- ルチアーノ・ベリオ：『シンフォニア』（1969年）
- ドミートリイ・ショスタコーヴィチ：交響曲第15番（1971年）

## 関連文献

### 一次情報源
- John Deathridge/Martin Geck/Egon Voss, Wagner Werk-Verzeichnis. Verzeichnis der musikalischen Werke Richard Wagners und ihrer Quellen, Mainz (Schott) 1986.
- Richard Wagner, Tristan und Isolde, first edition of the full score, Mainz (Schott) 1865.
- Richard Wagner, Tristan und Isolde,  facsimile of the autograph score,  München (Dreimasken Verlag) 1923.
- Richard Wagner, Tristan und Isolde, WWV 90, critical edition, ed. Isolde Vetter, 3 voll., Mainz (Schott) 1990-1994.
- Richard Wagner, Tristan und Isolde, WWV 90,  critical edition, documents, edd. Egon Voss & Gabriele E. Mayer, Mainz (Schott) 2009.
- Richard Wagner, Tristan und Isolde, facsimile of the autograph score, Kassel (Bärenreiter) 2013.

### 二次文学
- Carolyn Abbate, Unsung Voices: Opera and Musical Narrative in the Nineteenth Century, Princeton/NJ (Princeton University Press) 1991.
- Carolyn Abbate, Die ewige Rückkehr von »Tristan«, in: Annegret Fauser/Manuela Schwartz (edd.), Von Wagner zum Wagnérisme. Musik ─ Literatur ─ Kunst ─ Politik, Leipzig (Leipziger Universitätsverlag) 1999, pp. 293-313.
- Theodor W. Adorno, Versuch über Wagner, »Gesammelte Schriften«, vol. 13, Frankfurt (Suhrkamp) 1971; English translation: In Search of Wagner, trad. Rodney Livingstone, Manchester (NLB) 1981.
- Anna Bahr-Mildenburg, Darstellung der Werke Richard Wagners aus dem Geiste der Dichtung und Musik. »Tristan und Isolde«. Vollständige Regiebearbeitung sämtlicher Partien mit Notenbeispielen, Leipzig/Wien (Musikwissenschaftlicher Verlag) 1936.
- Ulrich Bartels, Analytisch-entstehungsgeschichtliche Studien zu Wagners »Tristan und Isolde« anhand der Kompositionsskizze des zweiten und dritten Aktes, Köln (Studio) 1995.
- Dieter Borchmeyer, Das Theater Richard Wagners. Idee ─ Dichtung ─ Wirkung, Stuttgart (Reclam) 1982; English translation: Drama and the World of Richard Wagner, Princeton/NJ (Princeton University Press) 2003, ISBN 978-0-691-11497-2.
- Jonathan Brown, Tristan und Isolde on Record: A Comprehensive Discography of Wagner's Music Drama with a Critical Introduction to the Recordings (Discographies), Greenwood, 2000, ISBN 978-0313314896
- Eric Chafe, The Tragic and the Ecstatic: The Musical Revolution of Wagner's »Tristan und Isolde«, Oxford/New York (Oxford University Press) 2005, ISBN 978-0-19-517647-6.
- Carl Dahlhaus, Wagners Konzeption des musikalischen Dramas, Regensburg (Bosse) 1971, 2. edition: München/Kassel (dtv/Bärenreiter) 1990.
- John Deathridge, Wagner Beyond Good and Evil, Berkeley/CA (University of California Press) 2008, ISBN 978-0-520-25453-4.
- Klaus Ebbeke, Richard Wagners »Kunst des Übergangs«. Zur zweiten Szene des zweiten Aktes von »Tristan und Isolde«, insbesondere zu den Takten 634-1116, in: Josef Kuckertz/Helga de la Motte-Haber/Christian Martin Schmidt/Wilhelm Seidel (edd), Neue Musik und Tradition. Festschrift Rudolf Stephan zum 65. Geburtstag, Laaber (Laaber) 1990, pp. 259-270.
- Irmtraud Flechsig, Beziehungen zwischen textlicher und musikalischer Struktur in Richard Wagners »Tristan und Isolde«, in: Carl Dahlhaus (ed.), Das Drama Richard Wagners als musikalisches Kunstwerk, Regensburg (Bosse) 1970, pp. 239-257.
- Arthur Groos, Appropriation in Wagner's »Tristan« libretto, in: Arthur Groos/Roger Parker (ed.): Reading Opera, Princeton (Princeton University Press) 1988, pp. 12-33.
- Arthur Groos (ed.): Richard Wagner, »Tristan und Isolde«, »Cambridge Opera Handbook«, Cambridge (Cambridge University Press) 2011.
- Adriana Guarnieri Corazzol, Tristano, mio Tristano. Gli scrittori italiani e il caso Wagner, Bologna (Il Mulino) 1988.
- Serge Gut, Tristan et Isolde, Paris (Fayard) 2014, ISBN 978-2-213-68113-9.
- Brigitte Heldt, Richard Wagner, »Tristan und Isolde«. Das Werk und seine Inszenierung, Laaber (Laaber-Verlag) 1994.
- William Kinderman, Das »Geheimnis der Form« in Wagers »Tristan und Isolde«, in: Archiv für Musikwissenschaft 40/1983, pp. 174-188.
- Klaus Kropfinger, Wagner und Beethoven: Studien zur Beethoven-Rezeption Richard Wagners, Regensburg (Bosse) 1974.
- Ernst Kurth, Romantische Harmonik und ihre Krise in Wagners »Tristan«, Berlin (Max Hesse) 1923, Reprint: Hildesheim (Olms) 1968.
- Kii-Ming Lo (羅基敏), »Im Dunkel du, im Lichte ich!« ─ Jean-Pierre Ponnelles Bayreuther Inszenierung von »Tristan und Isolde«, in: Naomi Matsumoto et al. (ed.), The Staging of Verdi & Wagner Operas, Turnhout (Brepols) 2015, pp. 307-321.
- Kii-Ming Lo(羅基敏)/Jürgen Maehder, Ai zhi si ─ Wagner's »Tristan und Isolde« [= Liebestod ─ »Tristan und Isolde« von Richard Wagner], Taipei (Gao Tan Publishing Co.) 2014, ISBN 978-986-6620-50-8.
- Jürgen Maehder, A Mantle of Sound for the Night ─ Timbre in Wagner's »Tristan und Isolde«, in: Arthur Groos (ed.), Richard Wagner, »Tristan und Isolde«, Cambridge (Cambridge University Press) 2011, pp. 95-119 & 180-185.
- Jürgen Maehder,  Wagner-Forschung versus Verdi-Forschung ─ Anmerkungen zum unterschiedlichen Entwicklungsstand zweier musikwissenschaftlicher Teildisziplinen, in: Arnold Jacobshagen (ed.),  Verdi und Wagner. Kulturen der Oper, Wien/Köln (Böhlau) 2014, pp. 263–291, ISBN 978-3-412-22249-9.
- Jürgen Maehder, The Intellectual Challenge of Staging Wagner: Staging Practice at Bayreuth Festival from Wieland Wagner to Patrice Chéreau, in: Marco Brighenti/Marco Targa (edd.), Mettere in scena Wagner. Opera e regia fra Ottocento e contemporaneità, Lucca (LIM) 2019, pp. 151–174.
- Claus-Steffen Mahnkopf (ed.), Richard Wagner, Konstrukteur der Moderne, Stuttgart (Klett-Cotta) 1999, ISBN 3-608-91979-1.
- Bryan Magee, The Tristan Chord: Wagner and Philosophy, New York (Metropolitan Books) 2001, ISBN 978-0-8050-6788-0.
- Volker Mertens, Richard Wagner und das Mittelalter, in: Ulrich Müller/Ursula Müller (ed.), Richard Wagner und sein Mittelalter, Anif/Salzburg (Müller-Speiser) 1989, pp. 9–84.
- Ulrich Müller/Ursula Müller (edd.), Richard Wagner und sein Mittelalter, Anif/Salzburg (Müller-Speiser) 1989.
- Ulrich Müller/Oswald Panagl, Ring und Graal. Texte, Kommentare und Interpretationen zu Richard Wagners »Der Ring des Nibelungen«, »Tristan und Isolde«, »Die Meistersinger von Nürnberg« und »Parsifal«, Würzburg (Königshausen & Neumann) 2002.
- Ulrich Müller, The Modern Reception of Gottfried's Tristan and the Medieval Legend of Tristan and Isolde, in: Will Hasty (ed.), A Companion to Gottfried von Straßburg's »Tristan«, Rochester/NY (Camden House) 2003, 2. edition: 2010, pp. 285–306.
- Jean-Jacques Nattiez, Wagner androgyne, Paris (Bourgois) 1990; English translation (Stewart Spencer); Wagner Androgyne: A Study in Interpretation, Princeton/NJ (Princeton University Press) 1993, ISBN 978-0-691-04832-1.
- Jean-Jacques Nattiez, Analyses et interprétations de la musique. La mélodie du berger dans le »Tristan et Isolde« de Wagner, Paris (Vrin) 2013, ISBN 978-2-7116-2512-3.
- Peter Petersen, Isolde und Tristan. Zur musikalischen Identität der Hauptfiguren in Richard Wagners „Handlung“ Tristan und Isolde, Königshausen & Neumann, Würzburg 2019, ISBN 978-3-8260-6796-9.
- Heinrich Poos, Die »Tristan«-Hieroglyphe. Ein allegoretischer Versuch, in: Heinz-Klaus Metzger/Rainer Riehn (edd.), Richard Wagners »Tristan und Isolde«, München (text + kritik) 1987, pp. 46-103.
- Horst Scharschuch, Gesamtanalyse der Harmonik von Richard Wagners Musikdrama »Tristan und Isolde«. Unter spezieller Berücksichtigung der Sequenztechnik des Tristanstils, Regensburg (Bosse) 1963.
- Manfred Hermann Schmid, Musik als Abbild. Studien zum Werk von Weber, Schumann und Wagner, Tutzing (Schneider) 1981.
- Roger Scruton(2004). Death-Devoted Heart: Sex and the Sacred in Wagner's »Tristan und Isolde«, Oxford (Oxford University Press) 2004, ISBN 0-19-516691-4.
- Sebastian Urmoneit, »Tristan und Isolde« ─ Eros und Thanatos. Zur »dichterischen Deutung« der Harmonik von Richard Wagners 'Handlung' »Tristan und Isolde«, Sinzig (Studio) 2005.
- Hans Rudolf Vaget, »Ohne Rat in fremdes Land?«: »Tristan und Isolde« in Amerika: Seidl, Mahler, Toscanini, in: Wagnerspectrum 1/2005, pp. 164–185.
- Egon Voss, »Wagner und kein Ende«. Betrachtungen und Studien, Zürich/Mainz (Atlantis) 1996.
- Peter Wapnewski, Der traurige Gott. Richard Wagner in seinen Helden, München (C. H. Beck) 1978.
- Peter Wapnewski, Richard Wagner. Die Szene und ihr Meister, München (C. H. Beck) 1978.
- Peter Wapnewski, Tristan der Held Richard Wagners, Berlin (Quadriga) 1981.
- Peter Wapnewski, Liebestod und Götternot. Zum »Tristan« und zum »Ring des Nibelungen«, Berlin (Corso/Siedler) 1988.
- Asuka Yamazaki: Das deutsche Nationalbewusstsein des 19. Jahrhunderts und Richard Wagners »Tristan und Isolde«, Würzburg (Königshausen & Neumann) 2013, ISBN 978-3-8260-5344-3 (Dissertation Universität Kyoto 2012).
- Elliott Zuckerman. The first hundred years of Wagner's Tristan, New York/London (Columbia University Press) 1964.